# Vol'ha Masilënene
Vol'ha Stanislavaŭna Masilënene (in bielorusso Вольга Станіславаўна Масілёнене?; Minsk, 25 gennaio 1980) è un'ex cestista bielorussa.

## Carriera
Con la Bielorussia ha disputato i Giochi olimpici (Giochi olimpici di Pechino 2008.